# سیارک ۲۱۷۲۶
سیارک ۲۱۷۲۶ (به انگلیسی: 21726 Rezvanian، نامگذاری:1999RB134) بیست و یک هزار و هفتصد و بیست و ششمین سیارک کشف شده‌است که در ۹ سپتامبر ۱۹۹۹ کشف شد.
قدر مطلق سیارک برابر ۲۰.۴ است.